# Nguyễn Thị Thu Thủy (Tây Ninh)
Nguyễn Thị Thu Thủy (sinh năm 1957) là chính trị gia của tỉnh Tây Ninh. Bà từng là Phó Bí thư Tỉnh ủy, Chủ tịch Hội đồng nhân dân, Chủ tịch Ủy ban nhân dân tỉnh Tây Ninh.

## Chức vụ
Nguyễn Thị Thu Thủy từng là chủ tịch Ủy ban nhân dân tỉnh Tây Ninh, khóa VIII, nhiệm kỳ 2011 - 2016. Bà có trách nhiệm chỉ đạo các công tác quy hoạch và phát triển kinh tế của địa phương. Và một số công tác khác như công tác quốc phòng, cải cách hình chính, dân tộc và tôn giáo. Bà còn phụ trách theo dõi và chỉ đạo các cơ quan như Sở Kế hoạch và Đầu tư, Sở Nội vụ, Bộ Chỉ huy Quân sự tỉnh, Bộ Chỉ huy Biên phòng tỉnh và Công an tỉnh.

### Các chức vụ khác
- Bí thư xã đoàn An Tịnh
- Chủ tịch Hội Phụ nữ huyện Trảng Bàng
- Phó Chủ tịch HĐND huyện Trảng Bàng
- Phó Chủ tịch HĐND tỉnh, Phó Chủ tịch ủy ban nhân dân tỉnh
- Chủ tịch HĐND tỉnh, Chủ tịch ủy ban nhân dân tỉnh Nhiệm kỳ 2010 - 2015
Đại biểu Quốc hội khóa 12.